# Bulbophyllum fallax
Bulbophyllum fallax är en orkidéart som beskrevs av Robert Allen Rolfe. Bulbophyllum fallax ingår i släktet Bulbophyllum och familjen orkidéer.
Artens utbredningsområde är Assam (Indien). Inga underarter finns listade i Catalogue of Life.